# Signal Film Corporation
Signal Film Corporation foi uma companhia cinematográfica estadunidense da era do cinema mudo, localizada em Los Angeles, Califórnia. Foi formada por Samuel S. Hutchinson, J. P. McGowan e Helen Holmes, por volta de 1915. Produziu 12 filmes, entre eles quatro seriados, estrelados por Helen Holmes e dirigidos por seu marido, J. P. McGowan.

## Histórico

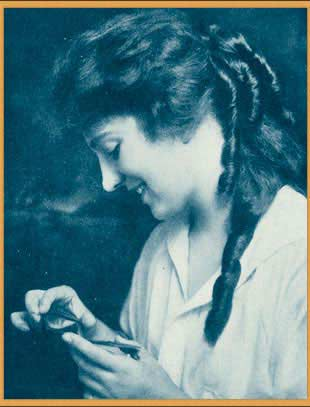
Helen Holmes, atriz de seriados que motivou a formação da Signal Film.

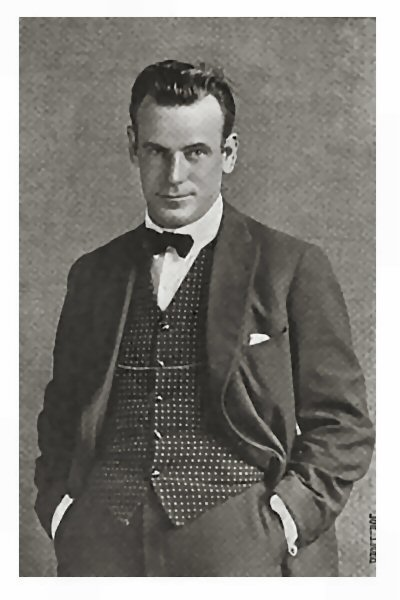
O diretor e ator J. P. McGowan.

O diretor e ator J. P. McGowan dirigiu os primeiros 26 episódios do seriado da Kalem, The Hazards of Helen, considerado o mais longo dos seriados, com 119 episódios, lançado em 1914. Durante as filmagens, iniciou um relacionamento com a estrela do filme, Helen Holmes, e se casaram.
Mediante o sucesso do seriado, Samuel S. Hutchinson, da Mutual Film Corporation, convidou a atriz e o diretor J. P. McGowan, então marido de Helen, para formar a Signal Film Corporation e assim produzir os seus próprios seriados. Assim, Helen Holmes e J. P. McGowan estabeleceram a Signal Film Corporation, e Samuel S. Hutchinson se tornou o presidente da companhia.
O primeiro seriado feito pela Signal com Helen Holmes foi The Girl and the Game, em 1915, e seguiram-se três outros seriados com a atriz, todos sob direção de J. P. McGowan: A Lass of the Lumberlands, em 1916, The Lost Express e The Railroad Raiders, ambos em 1917.
Seus filmes foram distribuídos pela Mutual Film Corporation, e a companhia decaiu quando a Mutual faliu. Sua última produção foi o seriado The Railroad Raiders, de 1917.

## Filmografia
- The Lost Express (1917)
- The Railroad Raiders (1917)
- A Lass of the Lumberlands (1916)
- The Manager of the B & A (1916)
- The Diamond Runners (1916)
- Judith of the Cumberlands (1916)
- Medicine Bend (1916)
- Whispering Smith (1916)
- Nancy's Birthright (1916)
- The Stain in the Blood (1916)
- In the Web of the Grafters (1916)
- The Girl and the Game (1915)